# Imola Castello Futsal
L'Associazione Sportiva Dilettantistica IC Futsal, già Imola Calcio a 5, è stata una squadra italiana di calcio a 5 con sede a Imola. L'ultima denominazione rifletteva la fusione con il Castello Calcio a 5, società di Castel San Pietro Terme, avvenuta nel giugno del 2017.

## Storia

### Le prime stagioni
La società fu fondata nel 1992 con il nome di A.S. OMGM e inizialmente venne iscritta ai campionati C.S.I. e A.R.C.I. I primi risultati positivi non tardano ad arrivare e la dirigenza decidere di iscrivere la società nel campionato FIGC di serie C2. Nella stagione 1996-97 l'Imola viene promosso in serie C1. Il passaggio alla serie B nazionale viene sfiorato nella stagione 1997-98 quando la società, dopo aver vinto il proprio girone e la Coppa Emilia, esce sconfitta dalla finale play-off. Bisognerà attendere la stagione 2001-02 per la promozione in serie B dopo aver concluso il campionato al secondo posto in classifica e aver vinto i successivi play-off. 

### Serie B e Serie A2
Quattro campionati di Serie B portano l'OMGM alla partecipazione ai play-off sia nel 2003-04, quando è eliminata dalla Virtus Brescia, sia nel 2004-05 in cui ottiene la promozione. Al debutto in Serie A2, nella stagione 2005-06 la squadra scivola in zona play-out solo nelle ultime giornate, eliminando il Castelli Montecchio ma venendo sconfitta nella gara decisiva dal Dese. In estate la società beneficia del ripescaggio; divenuta Imola Calcio a 5 nella stagione 2006-07 disputa nuovamente la seconda serie nazionale, conquistando la salvezza. In Serie A2 l'Imola gioca consecutivamente per cinque stagioni, retrocedendo al termine della stagione 2009-10. I migliori risultati ottenuti nella categoria sono raggiunti nella stagione 2008-09: 5º posto al termine della stagione regolare nonché qualificazione sia alla Coppa Italia di categoria sia ai play-off promozione. Nuovamente in Serie B, nelle quattro stagioni successive la squadra si classifica stabilmente nelle prime posizioni, mancando tuttavia la promozione. Per centrare la promozione, nella stagione 2014-15 la società nomina allenatore il giovane Vanni Pedrini, già preparatore atletico e vice allenatore durante il biennio precedente. Pedrini conduce la squadra alla vittoria del proprio girone, riportando l'Imola in Serie A2 a distanza di cinque anni.

### IC Futsal
Nel 2017 si fonde con il Castello Calcio a 5 squadra di Castel San Pietro terme assumendo la denominazione IC Futsal, i colori sociali diventano il bianco e il verde della Regione Emilia-Romagna. La prima squadra e l'Under 19 disputano le proprie partite casalinghe alla Palestra Cavina di Imola mentre il resto delle formazioni giovanili gioca a Castel San Pietro Terme. Nell'estate del 2020 la società porta a termine una nuova fusione che coinvolge l'Associazione Calcio Dozzese. L'IC Futsal assume la denominazione in "Dozzese Futsal" diventando così una sezione della squadra di calcio.

## Cronistoria
| Cronistoria dell'IC Futsal |
| --- |
| - 1992 · Fondazione dell'OMGM C5. - 1992-96 · Attività amatoriale. - 1996 · Affiliazione alla FIGC. - 1996-97 · ? nel girone ? di Serie C2 Emilia-Romagna. Promossa in Serie C1. - 1997-98 · 1ª nel girone ? di Serie C1 Emilia-Romagna. Finalista play-off promozione. Vince la Coppa Italia regionale (1º titolo). - 1998-99 · ? in Serie C1 Emilia-Romagna. - 1999-00 · ? in Serie C1 Emilia-Romagna. - 2000-01 · ? in Serie C1 Emilia-Romagna. - 2001-02 · 2ª in Serie C1 Emilia-Romagna. Promossa in Serie B. Vince i play-off promozione. - 2002-03 · 4ª nel girone C di Serie B. - 2003-04 · 3ª nel girone C di Serie B. Quarti di finale play-off promozione. 1ª fase di Coppa Italia di Serie B. - 2004-05 · 1ª nel girone C di Serie B. Promossa in Serie A2. Semifinalista di Coppa Italia di Serie B. - 2005-06 · 11ª nel girone A di Serie A2. Retrocessa in Serie B, viene ripescata. Sconfitta ai play-out. - 2006 · Assume la denominazione Imola C5. - 2006-07 · 9ª nel girone A di Serie A2. - 2007-08 · 6ª nel girone A di Serie A2. - 2008-09 · 5ª nel girone A di Serie A2. Semifinalista play-off promozione. Quarti di finale di Coppa Italia di Serie A2. - 2009-10 · 13ª nel girone A di Serie A2. Retrocessa in Serie B. - 2010-11 · 5ª nel girone B di Serie B. 1º turno play-off promozione. 1ª fase di Coppa Italia di Serie B. - 2011-12 · 4ª nel girone C di Serie B. 1º turno play-off promozione. - 2012-13 · 4ª nel girone A di Serie B. 1º turno play-off promozione. 1ª fase di Coppa Italia di Serie B - 2013-14 · 3ª nel girone C di Serie B. 3º turno play-off promozione. 1ª fase di Coppa Italia di Serie B. - 2014-15 · 1ª nel girone B di Serie B. Promossa in Serie A2. Quarti di finale di Coppa Italia di Serie B. - 2015-16 · 2ª nel girone A di Serie A2. Promossa in Serie A. Vince i play-off promozione. Finalista di Coppa Italia di Serie A2. - 2016-17 · 5ª in Serie A. Quarti di finale play-off scudetto. Quarti di finale di Coppa Italia. 1ª fase di Winter Cup - 2017 · Fusione con il Castello C5, assume la denominazione IC Futsal. - 2017-18 · 11ª in Serie A. Quarti di finale di Coppa della Divisione. - 2018 · Rinuncia alla Serie A e iscrizione in Serie C1. - 2018-19 · 8ª in Serie C1 Emilia-Romagna. - 2019-20 · 4ª in Serie C1 Emilia-Romagna. - 2020 · Scioglimento della società. |

## Statistiche e record
| Livello | Categoria | Partecipazioni | Debutto   | Ultima stagione | Totale |
| ------- | --------- | -------------- | --------- | --------------- | ------ |
| 1°      | Serie A   | 2              | 2016-2017 | 2017-2018       | 2      |
| 2º      | Serie A2  | 6              | 2005-2006 | 2015-2016       | 6      |
| 3º      | Serie C1  | 1              | 1997-1998 | 1997-1998       | 9      |
| 3º      | Serie B   | 8              | 2002-2003 | 2014-2015       | 9      |
| 4º      | Serie C2  | 1              | 1996-1997 | 1996-1997       | 6      |
| 4º      | Serie C1  | 6              | 1998-1999 | 2019-2020       | 6      |

## Colori e simboli

### Colori sociali
L'uniforme di gioco dell'Imola C5 riprendeva i colori della tradizione cittadina e consisteva in una maglia a strisce rosso e blu. In seguito alla fusione con il Castello, nel 2017-18 l'IC Futsal assume come colori sociali il bianco e il verde propri dell'Emilia-Romagna, abbinandoli al nero come colore di completamento.

### Logo

Logo dell'Imola prima della fusione con il Castello